# Anisia Kirdiapkina
Anisia Biasyrowna Kirdiapkina (ros. Анися Бясыровна Кирдяпкина, z domu Kornikowa [Корникова]; ur. 23 października 1989) – rosyjska lekkoatletka, specjalizująca się w chodzie sportowym.
Żona Siergieja Kirdiapkina, rosyjskiego chodziarza.

## Sukcesy sportowe
- 2007 – Hengelo, mistrzostwa Europy juniorów – złoty medal w chodzie na 10000 metrów
- 2009 – Berlin, mistrzostw świata – 4. miejsce w chodzie na 20 kilometrów
- 2010 – Barcelona, mistrzostw Europy – srebrny medal w chodzie na 20 km
- 2011 – Daegu, mistrzostwa świata – brązowy medal w chodzie na 20 km
- 2012 – Londyn, igrzyska olimpijskie – 5. miejsce w chodzie na 20 kilometrów
- 2013 – Moskwa, mistrzostwa świata – srebrny medal w chodzie na 20 km

## Rekordy życiowe
- Chód na 5000 metrów – 21:06,3 – Sarańsk 10 czerwca 2006
- Chód na 10 000 metrów – 43:27,20 – Hengelo 19 lipca 2007
- Chód na 10 kilometrów – 42:59 – Adler 17 lutego 2007
- Chód na 20 kilometrów – 1:25:09 – Soczi 26 lutego 2011, rekord Europy młodzieżowców
- Chód na 3000 metrów (hala) – 11:44,10 – Moskwa 5 lutego 2012